# Occella kasawae
Occella kasawae és una espècie de peix pertanyent a la família dels agònids.

## Hàbitat
És un peix marí, demersal i de clima temperat que viu entre 12 i 140 m de fondària.

## Distribució geogràfica
Es troba al Pacífic nord-occidental: des del sud del mar d'Okhotsk fins a la costa pacífica de Hokkaido (el Japó).

## Observacions
És inofensiu per als humans.